# Томас Грешем
Томас Грешем (англ. Thomas Gresham) (1519—21 листопада 1579) — британський купець і фінансист, який служив англійським монархам Едуарду VI, Марії Тюдор та Єлизаветі I.
Томас Грешем народився в родині банкіра в Лондоні. Його батько Річард Грешем був провідним лондонським купцем, який деякий час був лорд-мером Лондона та за послуги королю Генріху VIII отримав лицарське звання.
Томас навчався у Кембриджському університеті, але термін навчання невідомий. Протягом 8 років Томас був учнем у свого дядька купця Джона Грешема.
У 1543 компанія Мерсерз (торгова асоціація) визнала 24-річного Томаса Грешема своїм членом, і в тому ж році він відправився в Нідерланди, де він працював купцем як у власних справах, так і в справах його батька і дядька, а також виступав в різних питаннях як агент для короля Генріха VIII.
У 1551 році в результаті дій королівського купця уряд Англії попав у фінансові труднощі. Власті запросили Томаса Грешема дати раду у фінансових питаннях та обрали його виконавцем його порад. Він використав кілька різних методів — дуже винахідливих, але досить довільних та нечесних — для підвищення вартості фунта стерлінгів на біржі Антверпена. Праця Грешема виявилася настільки успішною, що через кілька років король Едуард VI розрахувався майже з всіма його боргами. Уряд використовував поради Грешема у фінансових питаннях та використовували його у дипломатичних місіях. За це йому не платили, але видали земельні гранти, щорічний прибуток з яких становив 400 фунтів.
Після коронування Марії Тюдор у 1553 році Грешем втратив прихильність уряду, але невдачі в роботі його заступника змусила уряд повернути Грешема на пост фінансового радника. Він продовжував роботу радника після сходу на престол королеви Єлизавети I (1558). Тимчасово був послом при дворі герцогині Парми та отримав лицарське звання у 1559. У неспокійні часи незадовго до Нідерландській революції Грешем покинув Амстердам 10 березня 1567 р. та оселився в Лондоні. Томас Грешем отримав від королеви Єлизавети I звання королівського комісіонера (Royal Factor).
У 1565 р. Грешем запропонував раді алдерменів побудувати біржу за його кошт з умовою придбання ділянки землі радою. 23 січня 1571 р. біржа була відкрита королевою Єлизаветою I, та отримала назву Королівській біржі.
Закон Грешема отримав назву від Томаса Грешема (хоча інші, в тому числі Коперник, розуміли концепцію), тому що він переконував Єлизавету I відновити малоцінну валюту Англії. Відомо що закон в нинішньому вигляді сформулював Генрі Даннінг МакЛеод у 1857 році.

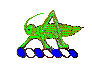
Коник Грешема (гребінь гербу Грешема)

Грешем помер раптово, можливо від інсульту, 21 листопада 1579 року.
Томас Грешем заповів більшу частину майна жінці та нащадкам, а доходи від приміщень біржі та його будинку в Лондоні заповідано Корпорації Лондона та компанії Мерсерз з метою створення коледжу, в яких сім професорів повинні читати лекції, один день у тиждень, з астрономії, геометрії, фізики, права, богослов'я, риторики і музики. Таким чином, коледж Грешема став першим вищим навчальним закладом у Лондоні 1597.